# Marie Isabelle av Orléans
Marie Isabelle av Orléans, född 21 september 1848 i Sevilla, död 23 april 1919 i Villamanrique de la Condesa, var en fransk prinsessa. Hon var i vissa rojalisters ögon Frankrikes drottning 1864-1894. 
Hon var dotter till Antoine av Orléans, hertig av Montpensier och Luisa av Spanien. Hennes föräldrar lämnade Frankrike under februarirevolutionen 1848 och bosatte sig i moderns hemland Spanien. Hon fick då en spansk prinsesstitel av moderns familj.
Hon gifte sig 1864 i England med sin kusin Ludvig Filip, greve av Paris. Under sina första år bodde paret i England. Familjen fick tillstånd att bosätta sig i Frankrike 1871, efter andra kejsardömets fall, och de levde sedan i Hôtel Matignon i Paris. Marie Isabelle ansågs vara maskulin, då hon rökte cigarr och deltog i olika sporter som skjutning och andra vanor som ansågs vara maskulina. Det var tal om att hennes make skulle installeras på Frankrikes tron. År 1886 segrade dock slutligen de franska republikanerna och samtliga kungliga personer utvisades från Frankrike. Paret återvände till England. 

## Barn
- Amélie av Bourbon-Orléans (1865–1951). Hon gifte sig med Karl I av Portugal 1886.
- Ludvig Filip Robert, hertig av Orléans (1869–1926).
- Hélène av Orléans (1871–1951). Hon gifte sig med Emmanuel Filiberto, andre hertig av Aosta 1895.
- Charles av Orléans (1875–1875).
- Isabelle av Orléans (1878–1961). Hon gifte sig med Jean av Orléans, hertig av Guise 1899.
- Jacques av Orléans (1880–1881).
- Louise av Orléans (1882–1958). Hon gifte sig med prins Carlo av Bourbon-Bägge Sicilierna 1907. Genom hennes dotter Maria de las Mercedes de la Bourbon, blev hon mormor till kung Juan Carlos I av Spanien.
- Ferdinand av Orléans, hertig av Montpensier (1884–1924). Han gifte sig med Marie Isabelle Gonzales de Olañeta et Ibaretta, tredje markisinna av Valdeterrazo 1921.